# Мліївська республіка
Мліївська Респýбліка (1919—1922) — короткочасне державне утворення на території України в районі села Мліїв.

## Короткі відомості
Мліївська республіка — територія Черкаського повіту в районі сіл Мліїв, Городище та інших, вільна від більшовизму в 1919–1922 роках.
До республіки входили лісові урочища: Середин Яр, Марусин Яр, Ламані гори, Недашівський став. Базовим для повстанців було село Мліїв неподалік Городища.
Керівник республіки — Трохим Іванович Бабенко (Голий).
Повстанці боролися проти денікінців та більшовиків. Відстоювали інтереси селянства, перешкоджали діяльності більшовицьких продзагонів та каральних операцій ЧК. На підході до села стояв блокпост, шлях перекривав шлагбаум із табличкою «Мліївська республіка».
Наприкінці 1919 року повстанці розгромили білогвардійський штаб у приміщенні Городищенської сільськогосподарської школи. Під Новий 1920 рік (на Меланки) розібрали рейки біля Городища і пустили під укіс денікінський потяг.
У 1920 році Голий виступив проти більшовиків. Проводилася серед населення агітація за самостійну Україну. З навколомліївських та городищенських лісів загони Мліївської республіки здійснювали рейди навколишніми селами Тубільці, Березняки, Білозір'я, Байбузи та інші. Обороняли людей від продзагонів, більшовицьких репресій.
Збройні сили Мліївської республіки нараховували понад 7000 козаків.
Діяльність провідників Мліївської республіки мала значну підтримку в місцевого населення. У зв'язку з неможливістю здолати національно-визвольний рух, у ЧК розробили спеціальну операцію зі знищення республіки.
Чекісти вистежили та заарештували наречену отамана Трохима Голого — Хтодоську Бондарець із села Михайлівська Гута (згодом більшовики забили її до смерті шомполами). 15 грудня 1921 року повстанський отаман з невеликим загоном вирушив на допомогу своїй наречений, але на нього чекала добре озброєна чекістська кіннота. У нерівному бою керівник Мліївської республіки загинув.
Під час національно-визвольних змагань, на Недашівській гатці червоноармійці захопили трьох дівчат з Орловця, які несли їжу повстанцям (дві — для братів, третя — для коханого). Більшовики вимагали вказати розташування загону, але дівчата навіть після катувань не виказали своїх. За це були люто порубані шаблями. Пізніше повстанці попросили місцевих пастухів поховати дівчат. До Другої світової війни там стояв дубовий хрест із вирізьбленими іменами загиблих та ріс великий кущ калини. У 2003 році, в околицях Мліїва, місцеві жителі встановили дерев'яний хрест на місці загибелі дівчат-зв'язкових Мліївської республіки.
Упродовж 1922 року чекісти, шляхом терору, здійснили остаточну зачистку території Мліївської республіки.